# Eupogonius vittipennis
Eupogonius vittipennis är en skalbaggsart som beskrevs av Bates 1885. Eupogonius vittipennis ingår i släktet Eupogonius och familjen långhorningar.
Artens utbredningsområde är:
- Guatemala.
- Honduras.
- Nicaragua.
- Panama.

Inga underarter finns listade i Catalogue of Life.